# TO 지도

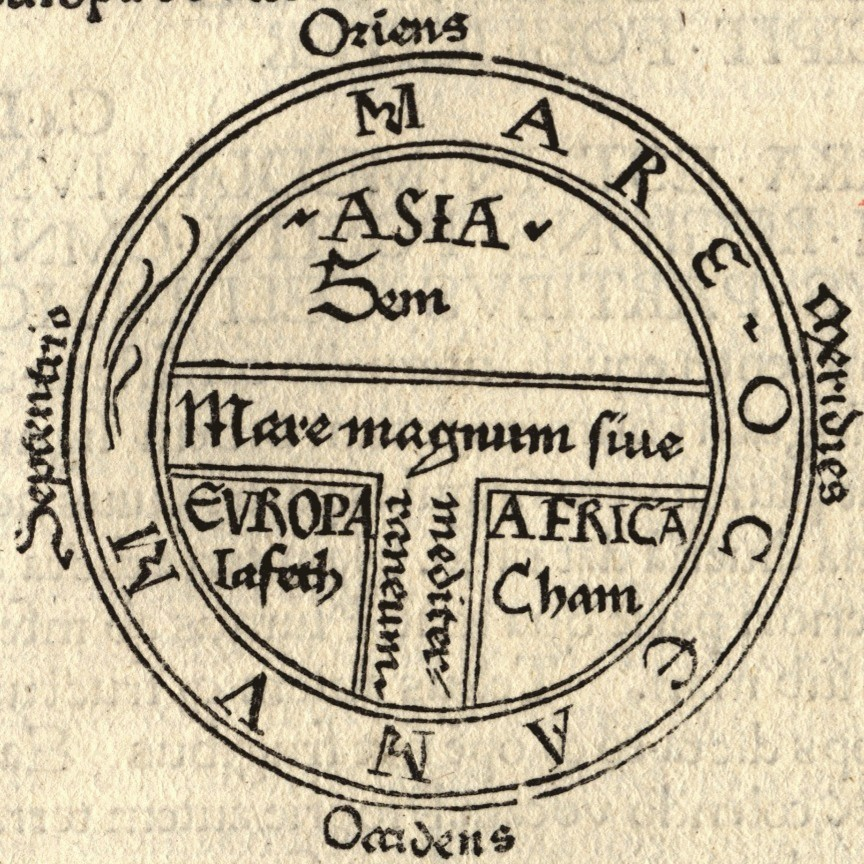
초기의 TO 지도(1472년):
세 대륙의 이름과 함께
중세 기독교에서 각 대륙의 선조로 여겼던 노아의 세 아들이 씌여 있다. 아시아: 셈(Sem), 유럽: 야벳(Iafeth), 아프리카: 함(Cham)

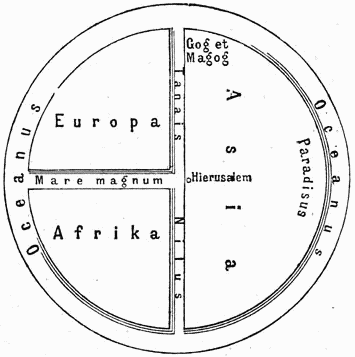
아시아를 오른쪽에 표시한 지중해 세계 지도(1895년)
예루살렘을 중심으로 서쪽에 지중해, 북쪽에 타나이스 강(또는 흑해), 남쪽에 나일강(또는 홍해)을 표시한다.

TO 지도는 중세 서유럽에서 사용하던 지도로, 중세 서유럽인들의 세계관을 나타낸다. 그들은 세상이 둥글고, 그 주위에 바다가 있고 둥근 땅에 T형으로 바다가 있으며, 중앙에는 영원의 도시 예루살렘이 있다는 원리다. TO지도에서는 동쪽이 위로 온다. 따라서 가장 큰 구획이 아시아, 왼쪽 아래가 유럽, 오른쪽 아래는 아프리카가 된다.
T자는 지구의 육지부를 세 개의 대륙(아시아, 아프리카, 유럽)으로 나눈다. 대부분의 경우 중앙에는 예루살렘이 있는데, 간혹 시나이 산이나 로마가 중앙에 놓이는 경우도 있다. 아시아가 주로 위쪽에 위치하며, 아프리카는 오른쪽에, 유럽은 왼쪽에 위치한다. 아시아는 항상 가장 크게 크려진다. 7세기 주교이자 학자였던 세이야의 이시도르에 따르면, 성 아우구스티누스가 아시아가 "가장 축복받았다"라고 말했는데, 여기서 비롯되어 아시아가 강조되었다고 한다. T자의 수직선은 지중해를 나타내며 아프리카와 유럽을 나눈다. T자 가로선의 오른쪽 부분은 홍해 혹은 나일 강을 나타내며 아프리카와 아시아를 나눈다. 가로선의 왼쪽은 흑해, 아조프 해, 돈 강을 나타내며, 아시아와 유럽을 나눈다. 어떤 이론에 따르면 T자는 타우 십자가를 상징하는데, 구약 성서와 초기 그리스도교 시기에 두드러진 특징이었다. O자는 원형의 해양부를 나타내는 전통을 그대로 따른 것이다.

## 같이 보기
- 지평설
- 마파 문디

## 참고 문헌
- 하우드, 제러미 (2014). 《To the Ends of the Earth》 [지구 끝까지 - 세상을 바꾼 100장의 지도]. 푸른길. ISBN 978-89-6291-246-3.